# Qiziltepa
Qiziltepa (uzb. cyr.: Қизилтепа; ros.: Кызылтепа, Kyzyłtiepa) – miasto w środkowym Uzbekistanie, w wilajecie nawojskim, siedziba administracyjna tumanu Qiziltepa. W 1989 roku liczyło ok. 9,9 tys. mieszkańców. Ośrodek przemysłu włókienniczego. W mieście znajduje się fabryka dywanów.
Miejscowość otrzymała prawa miejskie w 1979 roku.